# 31402 Negishi
31402 Negishi este un asteroid din centura principală de asteroizi.

## Descriere
31402 Negishi este un asteroid din centura principală de asteroizi. A fost descoperit pe 7 ianuarie 1999 la Ōizumi de Takao Kobayashi. Asteroidul prezintă o orbită caracterizată de o semiaxă mare de 2,54 ua, o excentricitate de 0,18 și o înclinație de 16,5° în raport cu ecliptica.